# Taylor Zakhar Perez
Pour les articles homonymes, voir Perez.
Taylor Zakhar Perez, né le 24 décembre 1991 à Chicago, dans l'Illinois, est un acteur américain.
Il est notamment connu pour son rôle de Marco dans les films The Kissing Booth 2 et The Kissing Booth 3.

## Biographie
Taylor Perez est né à Chicago le 24 décembre 1991 et a grandi à Chesterton, dans l'Indiana. Il  est d'origine moyen-orientale, méditerranéenne et mexicaine. Son père est propriétaire d'un atelier de carosserie automobile. Sa mère, Antoinette Zakhar, est esthéticienne et il est le troisième plus jeune de huit enfants.
Adolescent, il fréquente le lycée Chesterton où il pratique la natation. Par la suite, il obtient une bourse de natation à l'Université Fordham, mais la refuse pour fréquenter l'Université de Californie à Los Angeles où il se spécialise en espagnol, culture et communauté avec une option en télévision et cinéma. Taylor Zakhar Perez n’a pas de petite amie malgré les rumeurs qu’il a contredites sur sa relation avec Joey King (actrice qui interprète Elle dans The Kissing Booth)

## Carrière
En mai 2019, il obtient le rôle de Marco Peña dans la comédie romantique à succès The Kissing Booth 2 aux côtés de Joey King, Joel Courtney et Jacob Elordi, disponible depuis le 24 juillet 2020. Le 26 juillet 2020, Netflix annonce un troisième volet The Kissing Booth 3, disponible depuis le 11 août 2021.
En juin 2022, il obtient le rôle principal d'Alex Claremont-Diaz, le fils de la première femme présidente américaine dans le film Red, White & Royal Blue réalisé par Matthew Lopez, où il partage l'affiche avec Nicholas Galitzine. Basée sur le roman à succès My Dear F***ing Prince de Casey McQuiston a atteint la liste des best-sellers du New York Times peu de temps après sa publication en 2019. Le film est disponible sur Prime Video depuis le 11 août 2023,.
En février 2024, il a été nommé ambassadeur pour la cérémonie des SAG Awards de cette année,. En mars 2024, il rejoint l'agence Paradigm.
Le 9 mai 2024, après l'énorme succès de la comédie romantique My Dear F***ing Prince, l'adaptation du best-seller de Casey McQuiston, qui est entrée l'année dernière dans le top trois des comédies romantiques les plus regardées, Amazon MGM Studios a donné le feu vert au développement d'une suite, avec le retour de Nicholas Galitzine et Taylor Zakhar Perez.

## Filmographie

### Cinéma
- 2020 : The Kissing Booth 2 de Vince Marcello : Marco Peña
- 2020 : Philanthropy (court-métrage) d'Alison Turner : Taylor
- 2021 : The Kissing Booth 3 de Vince Marcello : Marco Peña
- 2022 : 1Up de Kyle Newman : Dustin
- 2023 : My Dear F***ing Prince (Red, White & Royal Blue) de Matthew López : Alex Claremont-Diaz

### Vidéofilms
- 2014 : Alpha House de Jacob Cooney : Trent

### Télévision
- 2012 : iCarly : Keith (saison 6, épisode 8)
- 2013 : Suburgatory : Renaldo (saison 2, épisode 10)
- 2014 : Awkward : un mec sexy (saison 4, épisode 13)
- 2015 : Young and Hungry : Benji Rodriguez (saison 2, épisode 14)
- 2016 : Code Black : Ari Stricks (saison 1, épisode 14)
- 2016 : Les 12 jours sanglants de Noël (12 Deadly Days) : Zac (saison 1, épisode 6)
- 2016 : Cruel Intentions : Mateo De La Vega (pilote non diffusé)
- 2017 : Embeds : Noah Torres
- 2017 : High Expectasians : Jonathan Price (saison 1, épisode 1)
- 2018 : Scandal : Calvin (saison 7, épisode 11)
- 2022 : Minx : Shane Brody (saison 1, épisodes 1 et 4)

## Distinctions
- 2024 : nomination Imagen Awards du meilleur acteur dans une comédie (télévision) pour My Dear F***ing Prince[15]